# Pécharic-et-le-Py

Pécharic-et-le-Py este o comună în departamentul Aude din sudul Franței. În 1 ianuarie 2022 avea o populație de 29 de locuitori.